# Acipenser oxyrinchus
Јесетра оштроноска (Acipenser oxyrinchus) је зракоперка из реда Acipenseriformes и породице јесетри (Acipenseridae). 

## Распрострањење
Ареал врсте је ограничен на мањи број држава. Врста је присутна у Канади и Сједињеним Америчким Државама.

## Станиште
Станишта врсте су морски екосистеми, речни екосистеми и слатководна подручја. Врста је присутна на подручју северозападног и централног западног Атлантика.

## Подврсте
- Заливска јесетра
- Атлантска јесетра

## Угроженост
Ова врста је на нижем степену опасности од изумирања, и сматра се скоро угроженим таксоном.